# Cosmetic Valley
Pour les articles homonymes, voir Valley.

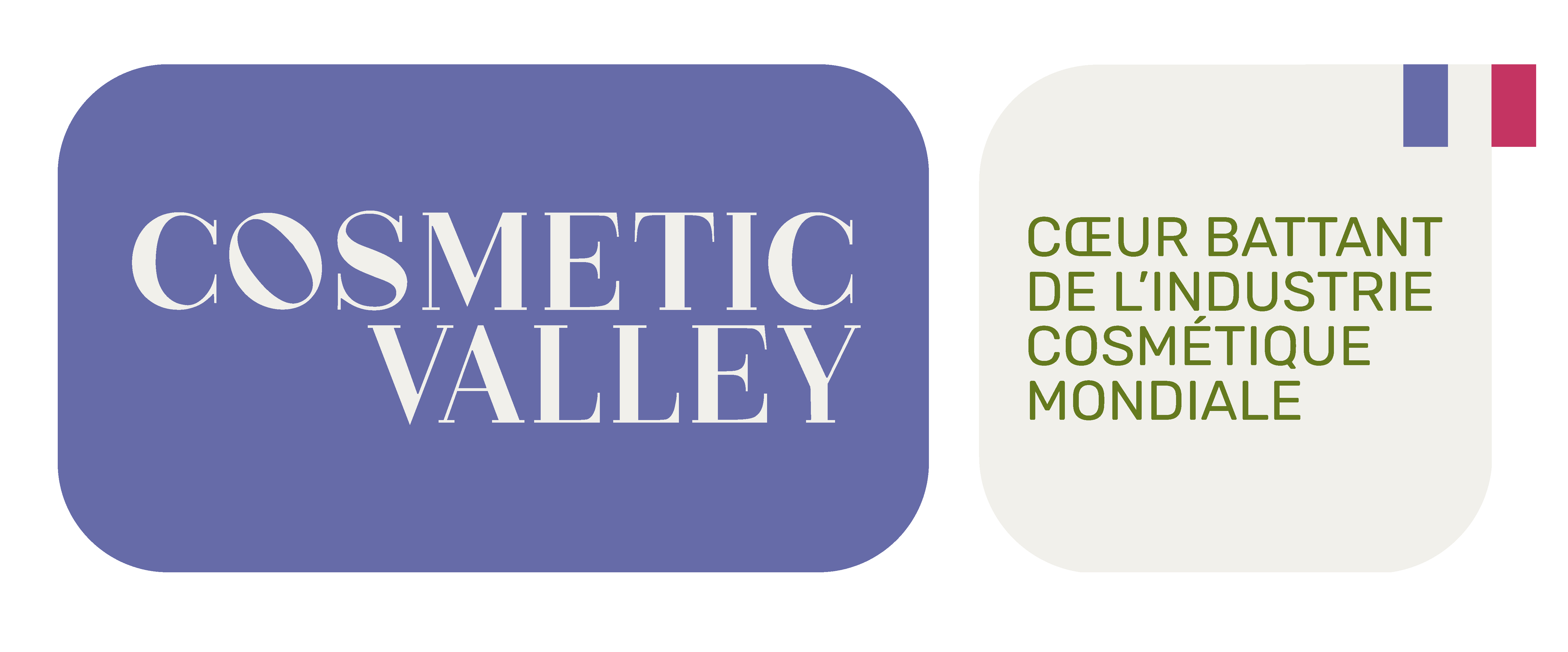
Logo de Cosmetic Valley.

Cosmetic Valley est le pôle de compétitivité français de la filière parfumerie-cosmétique, spécialisé dans la production de biens de consommation de la filière des parfums et des cosmétiques. Il a été créé en 1994.
Son siège est situé sur la place de la cathédrale à Chartres et dispose de deux bureaux régionaux : l'un à Caen, l'autre à Bordeaux.

## Histoire
Cosmetic Valley a été créé en 1994 à l'initiative de Jean-Paul Guerlain dans la région de Chartres. C'est la première filière industrielle ayant vu le jour en Eure-et-Loir. L'association est labellisée « pôle de compétitivité » en 2005.
Le 25 août 2006, un décret délimite la zone de recherche et développement du pôle de compétitivité. Des communes des départements de l'Eure, d'Eure-et-Loir, d'Indre-et-Loire, du Loiret et des Yvelines sont concernées.

## Activité
Cosmetic Valley a pour mission le développement de la filière parfumerie-cosmétique en France.
Parmi les grandes entreprises représentées, L'Oréal (via ses filiales Gemey-Maybelline et Yves Saint Laurent Beauté), Shiseido (via Jean Paul Gaultier, Issey Miyake, Serge Lutens), LVMH (via Parfums Christian Dior et Guerlain), Caudalie.